# Club Atlético River Plate 1953
Questa voce raccoglie le informazioni riguardanti il Club Atlético River Plate nelle competizioni ufficiali della stagione 1953.

## Stagione
Il River di Minella centra la seconda vittoria degli anni 1950 dopo quella del 1952: la squadra si aggiudica il trofeo grazie alla vittoria per 2-1 sul Newell's Old Boys all'ultima giornata.

## Maglie e sponsor
| Casa | Trasferta |

## Rosa

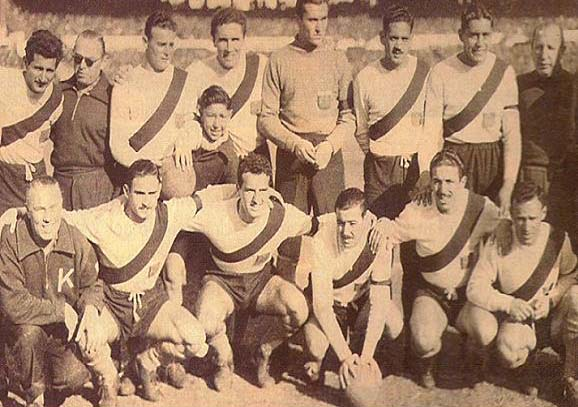
Un'altra formazione del River del 1953: Mantegari, Pérez, Venini, Carrizo, Sola, Soria; Respuela, Prado, Gómez, Labruna, Loustau

| N. |                      | Ruolo | Calciatore          |
| -- | -------------------- | ----- | ------------------- |
|    | Argentina (bandiera) | P     | Antonio Cammarata   |
|    | Argentina (bandiera) | P     | Amadeo Carrizo      |
|    | Argentina (bandiera) | P     | Augusto Fumero      |
|    | Argentina (bandiera) | D     | Héctor Ferrari      |
|    | Argentina (bandiera) | D     | Bernardo Guastavino |
|    | Argentina (bandiera) | D     | Oscar Mantegari     |
|    | Argentina (bandiera) | D     | Alfredo Pérez       |
|    | Argentina (bandiera) | D     | Lidoro Soria        |
|    | Argentina (bandiera) | D     | Julio Venini        |
|    | Argentina (bandiera) | D     | Norberto Yácono     |
|    | Argentina (bandiera) | C     | Pascasio Sola       |

| N. |                      | Ruolo | Calciatore          |
| -- | -------------------- | ----- | ------------------- |
|    | Argentina (bandiera) | C     | Roberto Tesouro     |
|    | Argentina (bandiera) | A     | Alberto Evaristo    |
|    | Argentina (bandiera) | A     | Vicente Gambardella |
|    | Uruguay (bandiera)   | A     | Walter Gómez        |
|    | Argentina (bandiera) | A     | Ángel Labruna       |
|    | Argentina (bandiera) | A     | Félix Loustau       |
|    | Argentina (bandiera) | A     | Eliseo Prado        |
|    | Argentina (bandiera) | A     | Félix Respuela      |
|    | Argentina (bandiera) | A     | Santiago Vernazza   |
|    | Argentina (bandiera) | A     | Roberto Zárate      |

## Statistiche

### Statistiche di squadra
| Competizione | Punti | Totale | Totale | Totale | Totale | Totale | Totale | DR  |
| Competizione | Punti | G      | V      | N      | P      | Gf     | Gs     | DR  |
| ------------ | ----- | ------ | ------ | ------ | ------ | ------ | ------ | --- |
| PD           | 43    | 30     | 18     | 7      | 5      | 60     | 36     | +24 |
| Totale       | -     |        |        |        |        |        |        | -   |